# 名探偵ピカチュウ (映画)
『名探偵ピカチュウ』（めいたんていピカチュウ、英: Pokémon Detective Pikachu）は、日米合作による2019年のミステリー映画。「ポケモン」フランチャイズをベースにしたこの映画は、2016年に発売されたビデオゲーム「名探偵ピカチュウ」を翻案している。監督はロブ・レターマン、脚本はレターマン、ダン・ヘルナンデス、ベンジー・サミット、デレク・コノリーが務め、ヘルナンデス、サミット、ニコール・パールマンの原案から、レジェンダリー・ピクチャーズと東宝が製作しアメリカではワーナーブラザーズが日本では東宝が配給した。ポケモンの実写映画としては初、任天堂のゲームソフトを原作とした実写映画としては『スーパーマリオ 魔界帝国の女神』（1993年）以来となる。
ライアン・レイノルズがピカチュウの声と顔のモーションキャプチャーを務め、ジャスティス・スミス、キャスリン・ニュートン、スキ・ウォーターハウス、オマール・チャパーロ、クリス・ギア、渡辺謙、ビル・ナイが実写で出演している。本作は、元ポケモントレーナーのティム・グッドマンとポケモンの生き物たちが、ティムの父ハリーの謎の失踪事件を解決しようとするという物語。
日本では2019年5月3日、米国では2019年5月10日にに公開された。映画の評価は賛否両論で、ファンにアピールするビデオゲームの映画化として賞賛された。全世界で4億3,300万ドルの興行収入を記録し、同じくレジェンダリー・ピクチャーズが製作した『ウォークラフト』に次いで、コンピュータゲームの映画化としては2番目に高い興行収入を記録した。

## ストーリー
21歳のティムは、長い間会っていなかった父ハリーが事故で亡くなったという連絡を受け、人間とポケモンが共存する街・ライムシティを訪れた。探偵業を営んでいたハリーの部屋で、ティムは1匹のピカチュウと出会う。なぜかティムにはそのピカチュウの声が成人男性のものに聞こえ、話す内容も理解することができた。ピカチュウは自らが記憶喪失であることを明かし、自分はハリーのパートナーだったはずであること、自分が生きているのだからハリーも生きているに違いないことをティムに訴える。ティムとピカチュウは、新米記者ルーシーの協力のもと、ハリーが事故の前に追っていた謎の薬品を巡る事件について調べ始める。

## 登場キャラクター・キャスト

### 登場人物
ティム・グッドマン
演 - ジャスティス・スミス、日本語吹替 - 竹内涼真
主人公。父親の事故の真相を解明するため、ピカチュウと共に捜査を開始する。元々はポケモンが大好きだった。
名探偵ピカチュウ
声 - ライアン・レイノルズ / 大谷育江（ピカチュウの鳴き声）、日本語吹替 - 西島秀俊
もう一人の主人公で、ハリーの相棒であったポケモン。何故か人間の言葉を話せるが、ティムにしか通じない。名探偵と自認しているが記憶を失っており、技も人前では緊張するため使用できない。
ルーシー・スティーヴンス
演 - キャスリン・ニュートン、日本語吹替 - 飯豊まりえ
テレビ局「CNM」の新人記者。ライムシティで発生している事件を調査しており、その過程でティムと知り合う。
ヒデ・ヨシダ
演 - 渡辺謙、日本語吹替 - 本人
ライムシティの刑事で、階級は警部補。ハリーとは同僚だった。
ハリー・グッドマン
ティムの父で探偵。ある自動車事故で死亡したとされている。
ハワード・クリフォード
演 - ビル・ナイ、日本語吹替 - 中博史
「CNM」の会長。人とポケモンが共存する世界の実現のため、長きにわたりポケモンを研究し続けていた。
ロジャー・クリフォード
演 - クリス・ギア、日本語吹替 - 三木眞一郎
ハワードの息子で、「CNM」の社長。父親との間に確執がある。
ミス・ノーマン
演 - スキ・ウォーターハウス
ハワードの秘書である女性。
セバスチャン
演 - オマール・チャパーロ、日本語吹替 - 三宅健太
ライムシティの違法ポケモンバトル場でリザードンを連れている男性。以前ハリーのピカチュウに敗北したことから、ティムに対して再戦を申し込む。
アン・ローラン博士
演 - リタ・オラ、日本語吹替 - 林原めぐみ
女性研究者。とあるポケモンについての研究を進めていた。
ジャック
演 - カラン・ソーニ、日本語吹替 - 梶裕貴
ティムの友人。
ティムの祖母
演 - ジョゼット・サイモン、日本語吹替 - 犬山イヌコ
DJ
演 - ディプロ、日本語吹替 - 石川界人
ポケモントレーナー
演 - 竹内涼真（カメオ出演）

### 登場ポケモン
※ピカチュウ以外の声は全て日本語吹き替え版の声優。英字は原語版での名称。
ミュウツー MEWTWO
演 - 星埜李奈 / コタロー・ワタナベ、日本語吹替 - 山寺宏一 / 木下紗華
事件のカギを握る人造ポケモン。身長7フィート（約210cm）（パンフレット記述）。
コダック PSYDUCK
声：愛河里花子
ルーシーのパートナーポケモン。ストレスなどで頭痛を起こすと念力を発揮する。
メタモン DITTO
声：金魚わかな
ハワードのパートナーポケモン。変身が得意。遺伝子操作で強化されている。
ブルー SNUBBULL
ヨシダ警部補のパートナーポケモン。怒っている風に見えるが本当は臆病な性格。
カラカラ CUBONE
野生のポケモン。亡き母を思い出して泣いていたところを、ティムにゲットされそうになった。得意技は「ほねブーメラン」。
ベロリンガ LICKTUNG
電車の中にいたポケモン。ティムの顔を舐めた。
ヒトカゲ CHARMANDER
声：三木眞一郎
ライムシティの紹介映像や屋台で鍋を温めているポケモンとして登場。
ゼニガメ SQUIRTLE
声：愛河里花子
消防隊として活躍する姿が紹介されている。
カイリキー MACHAMP
交差点で交通巡査として、通る自動車に指示を出していた。
カビゴン SNORLAX
道路に寝ていたポケモン。
ヤンチャム PANCHAM
花壇に植えてある竹藪を、遊び場にしていた。
ゴロンダ PANGORO
ヤンチャムの見守り役として登場。
エイパム AIPOM
ライムシティに住んでいるポケモン。謎の薬品により暴走する。集団で襲いかかり、きあいパンチを使用する。
キモリ TREECKO
声：うえだゆうじ
マンションの管理室に登場。
オクタン OCTILLERY
屋台で鍋をかき混ぜていた。
プリン JIGGLYPUFF
声：かないみか
マイクを持っている。
ルンパッパ LUDICOLO
カフェで働いているポケモン。性別はメス。
バリヤード MR. MIME
パントマイムが得意なポケモン。事件の手掛かりを知っている。
イーブイ EEVEE→ブースター FLAREON
声：金魚わかな
劇中、イーブイからブースターに進化する。
フシギダネ　BULBASAUR
声：林原めぐみ
森に住んでいるポケモン。傷ついたピカチュウを助けた。
ネマシュ MORELULL
フシギダネと共にピカチュウを助けた。
ディアルガ DIALGA、パルキア PALKIA、アルセウス ARCEUS
神話のポケモンとして像が登場。
オーダイル FERALIGATR
ポスターが登場。
ウパー WOOPER、ビクティニ VICTINI、チュリネ PETILIL、チェリンボ CHERUBI
看板で登場。

#### 違法ポケモンバトル場のポケモン
リザードン CHARIZARD
セバスチャンのパートナーポケモン。以前ピカチュウと戦い敗れた。再戦で薬品を一年分浴び、暴走する。
ドゴーム LOUDRED
スピーカー代わりになっていたポケモン。
カメックス BLASTOISE
ゲンガーとバトルし、敗北する。
ゲンガー GENGAR
カメックスとバトルし、勝利する。
コイキング MAGIKARP→ギャラドス GYARADOS
元々弱いポケモンなので薬品を浴びても全く変わっていなかったが、ギャラドスに進化してからは、ハイドロポンプを使うなど強さを発揮させた。

#### 研究所のポケモン
ゲッコウガ GRENINJA
研究所の実験用のポケモン。実験の影響で通常の個体とは体色が異なっている。みずしゅりけんを得意とする。
ドダイトス TORTERRA
研究所の庭にいたポケモン。実験により超巨大な個体が複数も登場。

#### その他のポケモン
- ゴルーグ GOLURK
- チョロネコ PURRLOIN
- ケッキング SLAKING
- ガーディ GROWLITHE
- ウインディ ARCANINE
- ウォーグル BRAVIARY
- エモンガ EMOLGA
- バチュル JOLTIK
- ドードリオ DODRIO
- キュワワー COMFEY
- ワシボン RUFFLET
- ニューラ SNEASEL
- キングラー KINGLER
- フシギバナ VENUSAUR
- ピジョット PIDGEOT
- バッフロン BOUFFALANT
- フラベベ FLABEBE
- サンド SANDSHREW
- ネイティ NATU
- ワニノコ TOTODILE
- ゴローン GRAVELER
- コラッタ RATTATA
- ドードー DODUO
- メリープ MAREEP
- リオル RIOLU
- ポワルン CASTFORM
- タブンネ AUDINO

その他、第7世代までのポケモンが登場。

## 製作

### 開発
2016年4月14日、『ハリウッド・リポーター』はワーナー・ブラザース、ソニー・ピクチャーズ、レジェンダリー・ピクチャーズが『ポケットモンスター』の実写映画化権を巡って交渉中であることを報じた。2016年7月16日、Deadline.comは『Pokémon GO』の成功後にレジェンダリーとの契約締結が現実味を帯びたことを報じた。7月20日、Deadlineはレジェンダリーとポケモン社が『ポケットモンスター』シリーズ史上初の実写映画の契約を交わし、それが『名探偵ピカチュウ』を原作としたものになると報じた。脚本はマックス・ランディスが執筆し、日本以外での配給はレジェンダリーと契約中のユニバーサル・ピクチャーズが担当すると報じられた。8月16日、ニコール・パールマンとアレックス・ハーシュが脚本執筆のためレジェンダリーと交渉中であることが報じられた。11月30日、レジェンダリーがロブ・レターマンを監督として雇い、2017年から製作が始まり、日本ではこれまでのポケモン映画と同様、東宝が配給することが報じられた。

### キャスティング
2017年11月、ジャスティス・スミスが人間の主人公にキャスティングされ、さらにキャスリン・ニュートンが読み合わせとテストを経てスミスの相手役に決まったことが発表された。ニュートンはナタリア・ダイアー、ヘイリー・ルー・リチャードソン、キャサリン・ラングフォードとこの役を争った。12月、ライアン・レイノルズがモーションキャプチャでピカチュウを演じることが発表された。レイノルズの他にはドウェイン・ジョンソン、マーク・ウォールバーグ、ヒュー・ジャックマンが候補に挙がっていた。2018年1月、渡辺謙、ビル・ナイ、クリス・ギアがキャストに加わった。2月、さらにスキ・ウォーターハウスとリタ・オラがキャストに加わった。4月、オマール・チャパーロも追加された。
日本語吹き替えには、主人公・ティム役に竹内涼真、ヒロイン・ルーシー役に飯豊まりえ、そしてもう一匹の主人公ピカチュウ役に西島秀俊が起用された。竹内は映画本編にもゲームボーイ版ポケットモンスター赤緑主人公のレッド風のポケモントレーナーとしてカメオ出演している。
なお、その他の日本語吹き替え声優には、アニメ版ポケットモンスターでメインキャラクターを演じている声優が何名か起用されており、一部のポケモンの声はアニメ版と同じ声優が演じている。

### 美術
本作のコンセプトアートはユービーアイソフト・サンフランシスコに所属するRJ・パーマーが手がけた。パーマーは、ポケモンを現実的に描いたイラストをdeviantARTなどのSNSに投稿していることで知られており、「Realistic Pokemon」とgoogleで検索してきたプロダクション・デザイナーの目にとまり、オファーを引き受けた。デザインは株式会社ポケモンが監修しており、映画の製作チームはあらゆる細部に至るまで同社から助言やクオリティチェックを受けた。また、ポケモンたちの大きさは、設定上の身長と体重を基に計算された。
パーマーは、ダニー・デヴィートに似せたり、「電気を伝導しやすくするため、頬には毛が生えていない」という考えを反映したピカチュウのデザインをいくつか用意した。最終的には、ピカチュウを含め、毛に覆われたポケモンが多数登場した。パーマーは映画の封切り後に投稿したツイートの中で、ほおに毛のないピカチュウのデザインは最終版ほどうまくいかなかっただろうと述べており、最終版を強く支持している。
また、監督を務めたレターマンもザ・リバーとのインタビュー中で、「ポケモンを実写化するなら、どうすればリアルなものになるか。そのまま映像化しては、プラスチックのような質感になってしまいます。プラスチックみたいなカビゴンはリアルじゃない。だから、現実に存在する質感を当てはめてみるところから始めました。動物、植物、鉱石など、自然界由来の質感で検討したんです。それから、（日本語で）”可愛い”というのも重要でした。ポケモンを可愛くしたかったので、ピカチュウは”ふさふさ”に。もしも毛がなかったら、ただの黄色い風船みたいになっちゃう。」と、ふさふさしたピカチュウのデザインを肯定している。

### 撮影
主要撮影は2018年1月15日にイギリスのロンドンで始まった。撮影開始から9日後、レジェンダリーは主要撮影の開始を公式発表した。プレスリリースではアレックス・ハーシュは脚本の最終稿には関与しておらず、ニコール・パーマンとロブ・レターマンのみがクレジットされていることが明らかとなった。
撮影に当たり、ジャスティスはピカチュウの代わりに重みのある人形を肩に乗せて演技し、アニメーターがジャスティスの動きに合わせてピカチュウのアニメーションを調整した。

## 音楽
今作はヘンリー・ジャックマンがフィルムスコアを担当した。カイゴとリタ・オラが「Carry On」を、今作のサウンドトラックのリード・シングルとして収録した。この歌とミュージックビデオは2019年4月19日にリリースされた。日本のヒップ・ホップ・グループ、HONEST BOYZもリル・ウージー・ヴァートとコラボレーションし、この映画のもうひとつの曲である"Electricity"を、ファレル・ウィリアムスのプロデュースの元で製作した。なお、日本版WEB用プロモ映像では麻倉未稀の「ヒーロー HOLDING OUT FOR A HERO」が使われた。

## 評価

### 興行成績
公開2週目では、週末2日間で観客動員数20万9000人、興行収入3億1200万円を稼ぎ、2ランクアップして首位を獲得した。累計では、観客動員数103万人、興行収入14億円を突破した。
公開7週目では、動員196万人、興行収入27億円を突破した。
本作は『ザ・ハッスル』、『チア・アップ!』、『トールキン 旅のはじまり』と同じ週に封切られ、公開初週末に6000万ドル前後を稼ぎ出すと予想されていたが、実際の数字はそれを若干下回るものとなった。2019年5月10日、本作は全米4202館で公開され、公開初週末に5436万ドルを稼ぎ出し、週末興行収入ランキング初登場2位となった。この数字はビデオゲームを原作とした映画としては過去最高のものであった。

### 映画批評家によるレビュー
Rotten Tomatoesによれば、294件の評論のうち、69%にあたる202件が高く評価しており、10点満点中6.02点を得ている。Metacriticによれば、48件の評論のうち、高評価は15件、賛否混在は30件、低評価は3件で、100点満点中53点を得ている。

## 続編の可能性
『名探偵ピカチュウ』の公開を数ヶ月後に控えた2019年1月、レジェンダリー・エンターテイメントは、オーレン・ウジールが脚本家として契約し、すでに続編が開発されていることを発表した。しかし、2021年5月3日、スミスは続編について「私たちは希望を捨てなければならない。実現するとは思えない。でも、そうあってほしいと思っている」と語った。

## テレビ放映
| 回数 | 放送局     | 放送枠           | 放送形態       | 放送日        | 放送時間    | 放送分数 | 平均世帯 視聴率 | 備考 |
| ---- | ---------- | ---------------- | -------------- | ------------- | ----------- | -------- | --------------- | --- |
| 1    | 日本テレビ | 金曜ロードショー | 本編ノーカット | 2020年5月22日 | 21:00-22:59 | 119分    | 11.8%           | 地上波初放送 なお日本テレビ系がポケモン関連の映画を放送するのは初となる（アニメ版はテレビ東京系列他で放送）。 |
| 2    | 日本テレビ | 金曜ロードショー | 本編ノーカット | 2024年10月4日 | 21:00-22:59 | 119分    | 5.4%            | [ 43 ] |